# Resko
Resko (tyska: Regenwalde, kasjubiska: Réga) är en stad i nordvästra Polen, belägen i distriktet Powiat łobeski i Västpommerns vojvodskap, vid floden Rega. Tätorten har 4 356 invånare (år 2013) och är centralort i en stads- och landskommun med totalt 8 229 invånare.

## Historia
I staden har en urna med silvermynt från romersk tid hittats, vilket tyder på tidiga bosättningar i trakten. Slaviska invånare i området uppförde en befästning under tidig medeltid. Efter områdets kristnande fick 1255 Theodorich Horn från Kolberg i uppdrag att grunda en bosättning vid borgen, som 1282 hade vuxit sig till en sådan storlek att den gavs stadsrättigheter under det tyska namnet Regenwalde, enligt förebild från Lübeck. Adelsfamiljen von Borcke grundade en egen borg på platsen för den äldre befästningen och var tillsammans med släkten von Vidante länsherrar i Regenwalde. 1365 avträdde Vidantesläkten sina egendomar till hertigen Barnim IV av Pommern-Wolgast och från 1447 bekräftade hertigen Erik av Pommern ätten Borcke som ensamma länsherrar.
Trettioåriga kriget och ett pestutbrott försatte staden i en djup ekonomisk nedgång. Staden tillföll markgrevskapet Brandenburg efter kriget då den pommerska fursteätten dött ut, och blev därmed från 1701 en del av Preussen. Staden Regenwalde tillhörde länet Borckscher Kreis som var döpt efter ätten som var de största landägarna. Jordbruk, boskapsuppfödning, hantverk och handel var före industrialiseringen de viktigaste näringarna. Åren 1758-1762 drabbades staden flera gånger av striderna under sjuårskriget.
Mellan Napoleonkrigen och andra världskriget var Regenwalde administrativt en stad i det preussiska regeringsområdet Stettin i provinsen Pommern. 1895 fick staden järnvägsförbindelse med en mindre linje till Kolberg och anslöts 1906 till huvudlinjenätet. 1910 hade orten 3 558 invånare och var då känd för tillverkning av lantbruksmaskiner.
I slutet av andra världskriget erövrades staden den 3 mars 1945 av Röda armén efter att skadats svårt under striderna. Den del av den tyska befolkningen som inte redan hade flytt under veckorna före erövringen fördrevs. Efter krigsslutet hamnade Regenwalde öster om Oder–Neisse-linjen och tillföll Polen, som döpte om staden till Resko. Staden har idag en huvudsakligen polsktalande befolkning.

## Kommunikationer
Staden nås via vojvodskapsvägen DW152 (Płoty - Buślary). Järnvägarna till staden är sedan början av 2000-talet helt nedlagda.

## Kända invånare
- Friedrich Leo (1851-1914), klassisk filolog.